# Anna Sugrañes Boix
Anna Sugrañes Boix   (Barcelona, 1911 - Reus, 2004) va ser una militant antifranquista afiliada al PSUC.
De ben jove va aprendre de cosir ensenyada per la seva àvia i la seva mare, cosa que li va permetre d'entrar a treballar en un taller d'alta costura. Les condicions laborals del taller van fer que s'afiliés a la UGT per defensar els drets de les treballadores quan es va proclamar la República, i també a Esquerra Republicana de Catalunya. Discrepàncies ideològiques amb Esquerra, la van fer abandonar el partit, ja en plena guerra civil, i afiliar-se al PSUC. Acabada la guerra, es va exiliar a França, després d'haver destruït molts documents comprometedors als arxius del partit i de la UGT i d'haver ajudat a agafar el camí de l'exili a moltes persones en perill, col·laborant amb l'organització del PSUC perquè poguessin creuar els Pirineus.
A França es va casar amb un sindicalista francès que a la Guerra Mundial va ser detingut i deportat a Auschwitz, on va morir. També un germà d'Anna Sugranyes va ser detingut i enviat a Mauthausen, però aquest va sobreviure. Mentrestant, ella ajudava a la resistència francesa i casa seva era un lloc de reunió dels resistents del PCE i del PSUC. L'any 1946 es va tornar a casar amb Llorenç Rivas, també militant del PSUC. A partir dels inicis dels anys cinquanta Anna Sugrañes va entrar i sortir d'Espanya de forma clandestina actuant de correu pel partit. El 1959 va tornar a Catalunya i s'instal·là amb el seu marit a Reus, on va intentar reorganitzar el PSUC i va poder crear una petita cèl·lula que actuava clandestinament amb certa repercussió. Com a militant del partit, va participar en diversos congressos celebrats a l'exili. Va participar en la creació del sindicat de Comissions Obreres a Reus. A la mort del dictador Franco i una vegada legalitzats el PSUC i Comissions Obreres, va tenir una gran activitat militant i es va presentar diverses vegades a eleccions. Va ser guardonada l'any 2001 amb la Medalla al Treball President Macià, per haver destacat per les seves qualitats i mèrits personals i pels serveis prestats en benefici dels interessos generals, dins del món del treball.